# Maldivernes præsident
Republikken Maldivernes præsident (dhivehi: ދިވެހިރާއްޖޭގެ ރައީސުލްޖުމްހޫރިއްޔާ) er Maldivernes statsoverhoved og leder af landets regering. Maldivernes præsident er også den overordnede leder af Maldivernes væbnede styrker.
Præsidentembedet blev oprettet i 1953 (Den første Republik 1953-54), hvorefter det blev nedlagt i 1954 og atter genindført i 1968 (Den anden Republik fra 1968).
Maldivernes nuværende præsident er Mohamed Muizzu.

## Oversigt over Maldivernes præsidenter
Politiske partier med videre
- Rayyithunge Muthagaddim
- Kongefamilien
- Intet parti
- Maldivian Democratic Party
- Gaumee Itthihaad
- Progressive Party of Maldives
- Jumhooree Party

| #                                              | Præsident                                                | Præsident                                    | Tiltrådt                                     | Fratrådt                                     | Parti                                        | Vicepræsident                                | Vicepræsident                                | Termin                                       | Termin                                       |
| #                                              | Navn                                                     | Billede                                      | Tiltrådt                                     | Fratrådt                                     | Parti                                        | Vicepræsident                                | Vicepræsident                                | Termin                                       | Termin                                       |
| Præsident af den første republik (1953-1954)   | Præsident af den første republik (1953-1954)             | Præsident af den første republik (1953-1954) | Præsident af den første republik (1953-1954) | Præsident af den første republik (1953-1954) | Præsident af den første republik (1953-1954) | Præsident af den første republik (1953-1954) | Præsident af den første republik (1953-1954) | Præsident af den første republik (1953-1954) | Præsident af den første republik (1953-1954) |
| ---------------------------------------------- | -------------------------------------------------------- | -------------------------------------------- | -------------------------------------------- | -------------------------------------------- | -------------------------------------------- | -------------------------------------------- | -------------------------------------------- | -------------------------------------------- | -------------------------------------------- |
| 1                                              | Mohamed Amin Didi (1910-1954)                            |                                              | 1. januar 1953                               | 2. september 1953                            | Rayyithunge Muthagaddim                      |                                              | Ibrahim Muhammad Didi                        | 1                                            |                                              |
| —                                              | Ibrahim Muhammad Didi (1902–1981) (fungerende)           |                                              | 2. september 1953                            | 7. marts 1954                                | Rayyithunge Muthagaddim                      | Ingen                                        | Ingen                                        | —                                            |                                              |
| Embede afskaffet                               |                                                          |                                              |                                              |                                              |                                              |                                              |                                              |                                              |                                              |
| Sultanat af Maldiverne (1954-1968)             |                                                          |                                              |                                              |                                              |                                              |                                              |                                              |                                              |                                              |
| —                                              | Muhammad Fareed Didi (1901-1969) Sultan (konge fra 1965) |                                              | 7. marts 1954                                | 11. november 1968                            | Kongefamilien                                | —                                            | —                                            | —                                            |                                              |
| Embede genindført                              |                                                          |                                              |                                              |                                              |                                              |                                              |                                              |                                              |                                              |
| Præsidenter af den anden republik (1968-i dag) |                                                          |                                              |                                              |                                              |                                              |                                              |                                              |                                              |                                              |
| 2                                              | Ibrahim Nasir (1926-2008)                                |                                              | 11. november 1968                            | 11. november 1973                            | Intet parti                                  | Ingen                                        | Ingen                                        | 2                                            |                                              |
| 2                                              | Ibrahim Nasir (1926-2008)                                | 11. november 1973                            | 11. november 1978                            | 3                                            | Intet parti                                  | Ingen                                        | Ingen                                        |                                              |                                              |
| 3                                              | Maumoon Abdul Gayoom (født 1937)                         |                                              | 11. november 1978                            | 11. november 1983                            | Intet parti                                  | Ingen                                        | Ingen                                        | 4                                            |                                              |
| 3                                              | Maumoon Abdul Gayoom (født 1937)                         | 11. november 1983                            | 11. november 1988                            | 5                                            | Intet parti                                  | Ingen                                        | Ingen                                        |                                              |                                              |
| 3                                              | Maumoon Abdul Gayoom (født 1937)                         | 11. november 1988                            | 11. november 1993                            | 6                                            | Intet parti                                  | Ingen                                        | Ingen                                        |                                              |                                              |
| 3                                              | Maumoon Abdul Gayoom (født 1937)                         | 11. november 1993                            | 11. november 1998                            | 7                                            | Intet parti                                  | Ingen                                        | Ingen                                        |                                              |                                              |
| 3                                              | Maumoon Abdul Gayoom (født 1937)                         | 11. november 1998                            | 11. november 2003                            | 8                                            | Intet parti                                  | Ingen                                        | Ingen                                        |                                              |                                              |
| 3                                              | Maumoon Abdul Gayoom (født 1937)                         | 11. november 2003                            | 11. november 2008                            | 9                                            | Intet parti                                  | Ingen                                        | Ingen                                        |                                              |                                              |
| 4                                              | Mohamed Nasheed (født 1967)                              | Mohamed Nasheed                              | 11. november 2008                            | 7. februar 2012                              | Maldivian Democratic Party                   |                                              | Mohammed Waheed Hassan                       | 10                                           |                                              |
| 5                                              | Mohammed Waheed Hassan (født 1953)                       |                                              | 7. februar 2012                              | 17. november 2013                            | Gaumee Itthihaad                             |                                              | Mohammed Waheed Deen                         |                                              |                                              |
| 6                                              | Abdulla Yameen (født 1959)                               |                                              | 17. november 2013                            | 17. november 2018                            | Progressive Party of Maldives                |                                              | Mohamed Jameel Ahmed                         |                                              |                                              |
| 6                                              | Abdulla Yameen (født 1959)                               | Ahmed Adeeb                                  | 17. november 2013                            | 17. november 2018                            | Progressive Party of Maldives                |                                              |                                              |                                              |                                              |
| 6                                              | Abdulla Yameen (født 1959)                               | Abdulla Jihad                                | 17. november 2013                            | 17. november 2018                            | Progressive Party of Maldives                |                                              |                                              |                                              |                                              |
| 7                                              | Ibrahim Mohamed Solih (født 1964)                        |                                              | 17. november 2018                            | 17. november 2023                            | Maldivian Democratic Party                   |                                              | Faisal Naseem                                |                                              |                                              |
| 8                                              | Mohamed Muizzu (født 1978)                               |                                              | 17. november 2023                            | Nuværende                                    | People's National Congress                   |                                              | Hussain Mohamed Latheef                      |                                              |                                              |